# تمنا زریاب پریانی
تمنا زریاب پریانی (زاده ۱۳۷۳، محله خیرخانه، کابل) فعال حقوق زنان و فرزند دگروال عبدالظاهر «پریان» از نظامیان سابقه‌دار افغانستان است. تمنا زریاب پریانی، از نخستین زنان معترض افغانستانی در برابر رژیم امارت اسلامی طالبان است. او در انتخابات پارلمانی در واپسین دوره نظام جمهوری کاندیدا بود.

## تحصیلات
پریانی دوره مکتب خویش را در لیسه عالی «بی بی سروری سنگری» به پایان رسانده‌است و در سال ۱۳۹۳ با سپری نمودن دروس ژورنالیسم و با اخذ تصدیق نامه به درجه عالی از طرف شورای سرتاسری ژورنالیستان افغانستان وارد کارزارهای رسانهٔ خویش گردید و در (نشریه دوهفته نامه آئینه روز) بحیث خبرنگار آغاز به فعالیت نمود. او در کنار اینکه یک خبرنگار است، لیسانس حقوق نیز از یکی از دانشگاه‌های خصوصی افغانستان نیز دارد.

## عضویت جنبش اعتراضی زنان
تمنا زریاب پریانی، از بنیان‌گذاران جنبش اعتراضی زنان افغانستان در سال ۱۴۰۰ است. اعتراضات ۱۴۰۰ افغانستان در پی سقوط جمهوریت آغاز گردید. زمانی که طالبان هجوم آورده و بر دولت افغانستان دست یافتند.
تمنا زریاب پریانی به‌عنوان یک فعال حقوق زن، فعال مدنی در کنار دختران معترض افغانستانی مثل هدی خاموش، لیلا بسیم، ژولیا پارسی، پروانه ابراهیم‌خیل و تهمینه فرهمند و دیگر زنان معترض به خیابان‌ها آمده و شعار نان، کار، آزادی سر دادند.

## دستگیری
تمنا زریاب، در پی اعتراضات سراسری زنان از سوی دستگاه‌های استخباراتی طالبان شناسایی شد و شب‌هنگام، به تاریخ ۲۹ جدی ۱۴۰۰ طالبان به خانه او حمله کرده و او و خواهرانش را ربودند. نام خانم پریانی، بعد از انتشار ویدیویی شبکه‌های اجتماعی خبرساز شد. او در آن ویدیو می‌گفت «مردان مسلح» برای دستگیری‌اش آمده‌اند و قبل از پایان ویدئو می‌گفت: «کمک کنید، طالبان به خانه‌ام آمده‌اند.»
تمنا پس از بازداشت، به مدت بیش از یک ماه در زندان طالبان بود و خانواده او، از او هیچ اطلاعی نداشتند و طالبان نیز دستگیری او را انکار می‌کردند.
ذبیح‌الله مجاهد در گفت‌وگویی با بی‌بی‌سی این خبر را «بی‌اساس» خوانده و منکر هر نوع بازداشت این زنان فعال شده و آن را «شایعه» خوانده‌است. او گفت که یافته‌های آنها نشان می‌دهد که تمنا این «صحنه‌سازی» را برای تشکیل پرونده و رفتن به خارج از کشور انجام داده‌است.
اما شکوفه پریانی خواهر تمنا زریاب پریانی که از وی به عنوان «الگوی» همه اعضای خانواده یاد می‌کند، گفت: «زمینه‌های زیادی برای تمنا مساعد شد تا برای ادامه تحصیل به خارج از کشور سفر کند ولی تصمیم گرفت از افغانستان خارج نشود.»
در حالی که بغض گلوی شکوفه را فشار می‌داد، گفت: «ده نفر مسلح به محل سکونت تمنا پریانی هجوم بردند و پس از شکستن پنجره‌ای شیشه‌ای وارد خانه وی شدند. وقتی پس از حادثه به محل رفتیم و شیشه‌های شکسته را دیدیم می‌دانستیم که شاید تمنا زخمی شده باشد.»

## گسترش اعتراضات
در پی دستگیری تمنا زریاب و پروانه ابراهیم‌خیل، هفته‌ها گزارش‌های مربوط به بازداشت این زنان در افغانستان سر خط رسانه بود و کارزارهای آنلاین و نگرانی گروه‌های حقوق بشر را برانگیخت و معترضان را در اواسط ژانویه در تظاهرات مسالمت آمیز به خیابان کشاند. این معترضان که غالباً در در کابل شرکت کرده بودند، در کنار رهایی زنان معترض فوق، خواستار حق کار، تحصیل و حقوق سیاسی زنان تحت حکومت طالبان بودند. پس از این رویداد، عفو بین‌الملل و گروه‌های حقوق بشری خواستار آزادی فوری زنان دربند و تمنا گردیدند.

## مبارزه با حجاب اجباری
تمنا زریاب پریانی در فضای مجازی فعال بود و با هشتگ «نه به حجاب اجباری» با پوشیدن چادری مبارزه می‌کرد. او در یکی از آخرین پست‌های خود نوشته بود: «... چادری و روپوش‌های سیاه در فرهنگ افغانستان جای نداشته و پوششی خلاف فرهنگ اجتماعی و دینی مردم افغانستان می‌باشد که گروه طالبان زنان این سرزمین را مجبور به پوشیدن این لباس‌های وارداتی نموده‌است.»
تمنا زریاب در واپسین فعالیت خویش در خارج از کشور، به تاریخ ۸ عقرب ۱۴۰۱ با سوزاندن روسری خود، از دختران معترض بدخشان در اعتراضات به پوشش اجباری برقع توسط نظامیان طالب در دانشگاه بدخشان حمایت کرد.

## آزادی
در ۲۳ دلو ۱۴۰۰، ذبیح‌الله مجاهد خبر آزادی تمنا زریاب پریانی را منتشر نمود. مدتی پس از آزادی او، پروانه ابراهیم‌خیل نیز آزاد شدند. این در حالی بود که هنوز زهرا محمدی و مرسل عیار در بند طالبان بودند.

## خروج از کشور
تمنا زریاب پریانی با چهار خواهرش پس از دو بار تلاش ناموفق برای خروج از افغانستان به آلمان رسیدند. این خواهران، معترضانی بودند که پارسال توسط طالبان بازداشت شده بودند. زرمینه پریانی به افغانستان اینترنشنال گفت آن‌ها که از سوی طالبان ممنوع‌الخروج بودند، روز پنجشنبه به آلمان رسیدند.
زرمینه پریانی گفت که او و چهار خواهرش دو بار هنگام تلاش برای خروج از افغانستان، توسط طالبان بازداشت و با ممانعت این گروه مواجه شدند.
این پنج خواهر معترض سرانجام از مرز سپین بولدک وارد پاکستان شدند و سپس روز پنج‌شنبه به آلمان رسیدند.
پس از تسلط طالبان بر افغانستان و اعمال محدودیت شدید بر زنان از جمله ممنوعیت آموزش دختران، زنان و فعالان حقوق بشر در کابل دست به اعتراض زدند.

## پیوندها به بیرون
صفحه فیسبوک تمنا زریاب